# Pleurospermum szechenyii
Pleurospermum szechenyii là một loài thực vật có hoa trong họ Hoa tán. Loài này được Kanitz miêu tả khoa học đầu tiên năm 1898.